# Costa Rica nos Jogos Olímpicos de Verão de 1992
A Costa Rica competiu nos Jogos Olímpicos de Verão de 1992, realizados em Barcelona, Espanha.